# Buffy contre les vampires, Saison douze
Buffy contre les vampires, Saison douze, est une série de comic books éditée par Dark Horse Comics.
Cette série de quatre numéros est prévue pour être la dernière des comics de Buffy contre les vampires.
Joss Whedon, créateur de la série, a été assisté sur le scénario de Christos Gage. Les dessins sont de Georges Jeanty.

## Parution américaine
1. The Reckoning, Part I: One Year Later : 20 juin 2018
2. The Reckoning, Part II: Future Shock : 18 juillet 2018
3. The Reckoning, Part III: The Reckoning : 22 août 2018
4. The Reckoning, Part IV: Finale : 19 septembre 2018